# Ota (Corse-du-Sud)
Ota település Franciaországban, Corse-du-Sud megyében. Lakosainak száma 471 fő (2022. január 1.). Ota Serriera, Évisa, Marignana és Piana községekkel határos.

## Népesség
A település népességének változása:
| Lakosok száma | 444  | 408  | 460  | 544  | 596  | 552  | 528  | 539  | 511  | 471  |
|               | 1968 | 1982 | 1990 | 2006 | 2013 | 2015 | 2017 | 2019 | 2020 | 2022 |